# 朱彌鉗
文城恭靖王朱彌鉗（1463年—1516年），号秋江翁，明朝宗室、詩人，唐庄王朱芝址庶三子，明太祖之玄孙。明朝第一代文城王。

## 生平
成化十五年（1479年）封文城王。成化十七年（1481年）九月，明宪宗遣恭順侯吳鑑等人為正使，吏部郎中吳珉等人為副使，冊封河南南陽衛千戶楊節的女兒為文城王妃。《明史》称朱彌鉗博闻强识，长于诗词，孝顺恭敬；著有《谦光堂诗集》八卷，流传于世，其中以咏物诗词为多，咏梅诗词就达到数百首。又倾心于道教与禅宗，对于道教方术评价颇高，《谦光堂诗集》内不少诗歌也显示了朱彌鉗与道士有所来往。正德十一年（1516年），朱彌鉗逝世，时年54岁，朝廷追赠谥号恭靖。五年后其嫡长子朱宇溫袭封文城王。
嘉靖二年（1523年），朱彌鉗之兄唐成王朱弥鍗去世，无嗣；嘉靖四年（1525年），朱宇溫获明世宗首肯，进封为唐王。朱宇溫也追谥其父朱彌鉗为唐恭王。但因朱彌鉗获追赠为亲王，故依照《宗藩條例》，朱彌鉗其他的子女皆不能分别进封为郡王及郡主，文城国除。

## 家庭

### 妻
- 王妃楊氏[8]

### 子
- 嫡長子：唐敬王朱宇溫
- 庶次子：鎮國將軍朱宇潛，弘治六年（1493年）与兄朱宇温同获赐名，弘治十六年（1503年）三月获封[9][10]，配成氏[8]
- 嫡三子：鎮國將軍朱宇泓，弘治十一年（1498年）賜名[11]，后出继奉祀二伯父淅阳温僖王朱弥铲，配王氏[8]
- 第四子：鎮國將軍朱宇澤，配周氏[8]

### 女
- 第一女：西華縣主，儀賓李江[8]
- 第二女：洛南縣主，儀賓倪虔[8]
- 第三女：信陽縣主，儀賓蕭韶[8]

### 孫
- 孫：輔國將軍朱宙梠，配趙氏，封夫人
- 孫：朱宙，幼
- 孫女：夏邑郡君，儀賓陳天敘
- 孫女：朱氏三人，幼

## 延伸阅读
- 朱彌鉗. 再版 , 编. . 台南市: 莊嚴文化事業有限公司. 1997年  [2023-05-19]. ISBN 9787533306151. （原始内容存档于2023-05-19）.
- 崔鉴平. . 南阳网. 2021-11-08.[]